# 久邇宮家旧蔵本古活字版源氏物語
『久邇宮家旧蔵本古活字版源氏物語』（くにのみやけきゅうぞうほんこかつじばんげんじものがたり）とは、古活字版源氏物語の一つである。かつて久邇宮家に所蔵されていたとされていることからこの名称で呼ばれている。

## 概要
54帖の揃い本である。反町茂雄によって「久邇宮家旧蔵本古活字版源氏物語」として紹介されたことにより知られるようになった古活字版源氏物語である。反町茂雄著『弘文荘古活字版目録』において、「（川瀬一馬の）「古活字版之研究」未載の稀覯本。源氏の古活字版としては新出」、「活字は元和九年富杜哥鑑刊行の「源氏物語」と酷似（恐らく同種）しており、行数・字詰等も一致し、しかも元和9年版よりも慶長年間刊伝嵯峨本に忠実で、刊行は元和9年版に先立つものであろう」とされており、また同目録には桐壷巻の第一丁表の写真が掲載されていた。
原本の所在が不明であるために詳細な調査が出来なかったことから「古活字版源氏物語の一つであろう」とのみ考えられていた。その後、同目録に唯一掲載されていた桐壷巻の第一丁表の写真が九州大学本と同じ版面であることが注目されてきたものの、それ以上のことは不明であった。しかしながら、近年になって本書を含む『弘文荘古活字版目録』の全掲載出版物の全葉の写真版が学習院大学文学部日本文学研究室に所蔵されていることが明らかになり、同写真版に基づいた詳細な研究が行われるようになっている。

## 本文調査の結果
桐壺巻では当初知られていた第一丁表を含む全25丁中22丁が九州大学本と同じ版面であり3丁が九州大学本とは異版であった。全巻にわたって調査した結果は全丁が九州大学本と同版なのが6帖、全丁が九州大学本とは異なる版面なのが12帖であり、桐壺を含む残りの36帖が九州大学本と同版の丁と異版の丁が混在している帖であったが、これらの帖の同版の丁と異版の丁の比率は帖によってそれぞれ大きく異なっている。54帖全体としては約2000丁のうち約7割（約1400丁）が九州大学本と同版であり、約3割（約600丁）が異版である。九州大学本と異版の丁は、1丁（若紫帖の第26丁）を除き川瀬一馬によって「寛永古活字版と同じ活字を使用した古活字版ではあるが、わずかに異なる文面をもった異植版である」とされ寛永古活字版の第二種版に分類された古活字版である大東急記念文庫本と同じ版面であった。このような調査の結果、久邇宮家旧蔵本、九州大学本と「寛永古活字版（第二種版）」及び「或本（本書の若紫1帖のみに見える版本）」は制作者と制作時期に何らかの関係が存在すると見られる相互に異版と見られる関係であることが明らかになった。どのような状況でこのような現象が発生するのかについて、刷り余りを活用した可能性などさまざまな考察がなされている。